# من می‌خوام شاه بشم
من می‌خوام شاه بشم نام یک فیلم مستند  به کارگردانی مهدی گنجی، محصول سال ۱۳۹۳  است. این فیلم در گروه هنر و تجربه به نمایش درآمد.
این مستند سینمایی به زندگی عباس برزگر می‌پردازد که یکی از کارآفرینان عرصه طبیعت‌گردی و اکوتوریسم در ایران است. وی با کمک خانواده‌اش از توریست‌های خارجی در دهکدهٔ گردشگری که خودش درست کرده، پذیرایی می‌کند و آن‌ها را به دیدن عشایر می‌برد. اما او رؤیای بزرگی در سر دارد و می‌خواهد برای بهتر شدن کسب و کارش یک ایل عشایری جدید تأسیس کند و خودش خان ایل باشد.

## خلاصه داستان
در روستای بوانات، عباس با تلاش و سختی خانه‌اش را به یک مرکز پذیرایی برای توریست‌های خارجی تبدیل کرده‌است. او با کمک همسر و فرزندانش کسب و کار موفقی در گردشگری دارد. عباس آدم بلند پروازی است که آرزو دارد یک ایل جدید با سلیقه خودش تأسیس کند و خان ایل باشد به همین خاطر می‌خواهد با یک دختر عشایری دوباره ازدواج کند تا رویایش را عملی کند. اما همسر و خانواده اش مخالفان جدی او هستند.

## تولید
من مجموعه‌ای به نام «نبض» را به تهیه‌کنندگی سحر رضوی برای شبکه دو می‌ساختم که آنجا ما ۶۰۰ شخصیت مختلف را پیدا کردیم و دربارهٔ آن‌ها ۱۳ فیلم مستند ساختیم. یکی از آن شخصیت‌ها، عباس برزگر بود و با کمک و همراهی تهیه‌کننده ساخت مستند دربارهٔ او را ادامه دادیم. من علاقه زیادی به تم آرزو و رؤیا دارم. آدم‌هایی که آرزوهایی دارند و برای رسیدن به آن تلاش می‌کنند، برای من جذاب‌اند. ساخت این اثر نیز سه سال ادامه پیدا کرد.— مهدی گنجی، اسفند ۱۳۹۳
مهدی گنجی پس از انتخاب عباس برزگر از بین ۶۰۰ نفر برای ایفای نقش در مجموعه‌ای به نام «نبض»، به تهیه‌کنندگی سحر رضوی یک فیلم ۳۰ دقیقه‌ای برای تلویزیون ساخت.
مهدی گنجی پژوهشگری، صدابرداری، تصویربرداری و کارگردانی این فیلم را که در طول بیش از سه سال ساخته شده به عهده داشته‌است.

## اکران
این فیلم در جشنواره‌ها و سینماهای متعدد داخلی و خارجی اکران داشته که از آن جمله می‌توان به سی و سومین جشنواره فیلم فجر در تهران، جشنواره فیلم «بیگ‌اسکای» آمریکا، جشنواره «ایدفا» هلند، جشنواره فیلم «راه ابریشم» ایرلند، جشنواره فیلم‌های ایرانی در سانفرانسیسکو آمریکا، جشنواره مستند «پلانت داک» لهستان، بخش غیر رقابتی «دیدگاه دنیای جدید» جشنواره زوریخ، جشنواره بین‌المللی سینمای اسلامی «قازان»، جشنواره بین‌المللی مستند «دربی» انگلستان و جشنواره بین‌المللی سیلورداکساشاره نمود.
در ایران من می‌خوام شاه بشم در گروه هنر و تجربه اکران شد.

## جوایز و نامزدی‌ها
- جایزه بهترین کارگردانی فیلم مستند در بخش سینما حقیقت در سی و سومین دوره جشنواره فیلم فجر[۳]
- تندیس جشنواره و دیپلم افتخار بهترین فیلم مستند جشنواره اسلامی «قازان» روسیه[۱۵]
- جایزه ویژه تماشاگران جشنواره مستند «چاگرین» آمریکا[۱۹]
- جایزه ویژه هیئت داوران جشنواره مستند فلاهرتیانا روسیه[۲۰]
- جایزه بهترین فیلم مستند جشنواره فیلم‌های ایرانی در سانفرانسیسکو آمریکا[۱۲]
- بهترین فیلم مستند جشنواره فیلم ایرانیان پراگ[۲۱]
- نامزد دریافت بهترین فیلم مستند از شانزدهمین جشن سینمایی/تلویزیونی دنیای تصویر (تندیس حافظ)[۲۲]
- نامزد دریافت جایزه ویکتور در بخش افق‌های تازه جشنواره مستند مونیخ[۲۳]
- فینالیست جایزه مستند شبکه TRT ترکیه[۲۴]